# Abdellah El Moudene
Abdellah El Moudene (en arabe : عبد الله المؤذن) est un footballeur algérien né le 11 février 1994 à Oran. Il évolue au poste de milieu offensif au MC El Bayadh.

## Biographie
En 2012, il joue brièvement en faveur du Paris FC, équipe évoluant dans le championnat de France de National (troisième division). Il prend part à cinq matchs dans ce championnat.
El Moudene évolue en première division algérienne avec les clubs du RC Arbaâ, du DRB Tadjenanet, du MC Alger, du CA Bordj Bou Arreridj et du MC Oran. De 2014 à 2020, il dispute 140 matchs en première division algérienne, inscrivant sept buts.
Il participe à la Ligue des champions d'Afrique avec le MC Alger en 2018, puis à nouveau lors de la saison 2020-21. Il joue seulement trois matchs dans cette compétition.
En février 2021, il quitte son pays natal pour aller jouer au Maroc, en faveur du MC Oujda.

## Palmarès
RC Arbaâ
- Coupe d'Algérie :
  - Finaliste : 2014-15.